# 광남자동차
광남자동차 주식회사(光南自動車 株式會社)는 대구광역시 동구 팔공로 400 (봉무동) 파군재삼거리에 차고지를 둔 시내버스 운송업체이다.

## 개요
- 1954년 8월 1일 시내버스 운송 면허를 취득하였고, 법인은 동년 8월 5일에 설립되었다.
- 대구광역시의 시내버스 회사들 중 가장 오래 된 회사이며, 전국의 시내버스 회사 중에서도 손에 꼽힐 만큼 오래 된 회사이다.[1]
- 불로동에서 설립했다가 봉무동으로 이전했으며, 파군재삼거리 차고지는 2006년에 대구광역시청이 매입하여 봉무공영차고지로 전환했다.
- 봉무동 차고지에서 달서구 대천동공영차고지, 봉무동 차고지에서 서변동을 거쳐 시내를 순환하는 노선, 동구 갓바위, 파계사, 동화사, 덕곡동, 평광동, 신무동, 능성동, 지묘동 등 주로 팔공산 일대의 노선들을 주로 운행하며 팔공산 노선 중 대표 노선이 갓바위로 가는 401번이다.

## 2001년의 장기 파업
- 2001년 자금난과 임금 체납, 사장의 비리 등으로 운행을 전면 중단하고 노동자들과 함께 차량들을 동원하여 대봉교, 대구광역시청 일대에서 장기 파업을 하였다.[2]
- 장기 파업 끝에 2002년에 사장이 전격 퇴진하고 대구광역시 면허의 시내버스 회사 중 최초로 노동자들이 운영하는 회사가 되었다.[3]
- 달구벌버스와 함께 강성 노동조합이 운영한다는 특성 때문에 대구시내버스가 파업하는 일이 있어도 파업하지 않고 운행하는 회사 중의 하나다.[4]
- 518번의 경우 공동배차 운영하는 광남자동차와 달구벌버스 모두 노동자들이 운영하는 회사들이라는 특이한 점이 있다.[5]

## 차고지
- 대구광역시 동구 봉무동 파군재삼거리

## 노선
| 노선번호 | 운행경로 기점 ↔ 중간경유지 ↔ 종점       | 운행경로 기점 ↔ 중간경유지 ↔ 종점 | 운행경로 기점 ↔ 중간경유지 ↔ 종점 | 운행대수    | 비고                                                            |
| -------- | --------------------------------------- | --------------------------------- | --------------------------------- | ----------- | --------------------------------------------------------------- |
| 급행1번  | 동구 노학동 동화사                      | 중구 공평동 2.28기념중앙공원      | 달성군 다사읍 매곡리공영차고지    | 12          | 우진교통 공배                                                   |
| 101번    | 동구 중대동 파계사                      | 북구 칠성동2가 대구역             | 동구 중대동 파계사                | 10 (저상 9) | 단독운행                                                        |
| 101-1번  | 동구 중대동 파계사                      | 북구 칠성동2가 대구역             | 동구 중대동 파계사                | 10 (저상 8) | 단독운행                                                        |
| 401번    | 수성구 범물1동주민센터                  | 중구 덕산동 반월당역              | 동구 진인동 갓바위                | 14          | 신진자동차 공배                                                 |
| 북구2번  | 동구 봉무동 봉무공원                    | 북구 칠성동1가 칠성시장역         | 중구 대신동 서문시장              | 14 (저상 9) | 단독운행                                                        |
| 팔공1번  | 동구 도학동 동화사 평광동 신무동 능성동 | 동구 지저동 대구국제공항          | 북구 칠성동2가 칠성시장           | 5           | 단독운행                                                        |
| 팔공2번  | 동구 신암4동 동대구역지하도             | 동구 지저동 대구국제공항          | 동구 진인동 갓바위                | (2)         | 단독운행 동계 1대 운행                                          |
| 8140번   | 수성구 지산1동 TBC(건너)                | 수성구 범어1동 범어역             | 동구 신암4동 동대구역             | 1           | 달구벌버스, 세진교통, 성보교통, 세왕교통 공배 주중 출근맞춤버스 |
| 예비     |                                         |                                   |                                   | 2           |                                                                 |
| 4종      |                                         |                                   |                                   | 69대        |                                                                 |

## 보유 차량
2022년 5월 말부터 현대자동차 원메이크로 운용한다. (뉴 슈퍼 에어로시티, 저상 뉴 슈퍼 에어로시티, 일렉시티)

## 갤러리

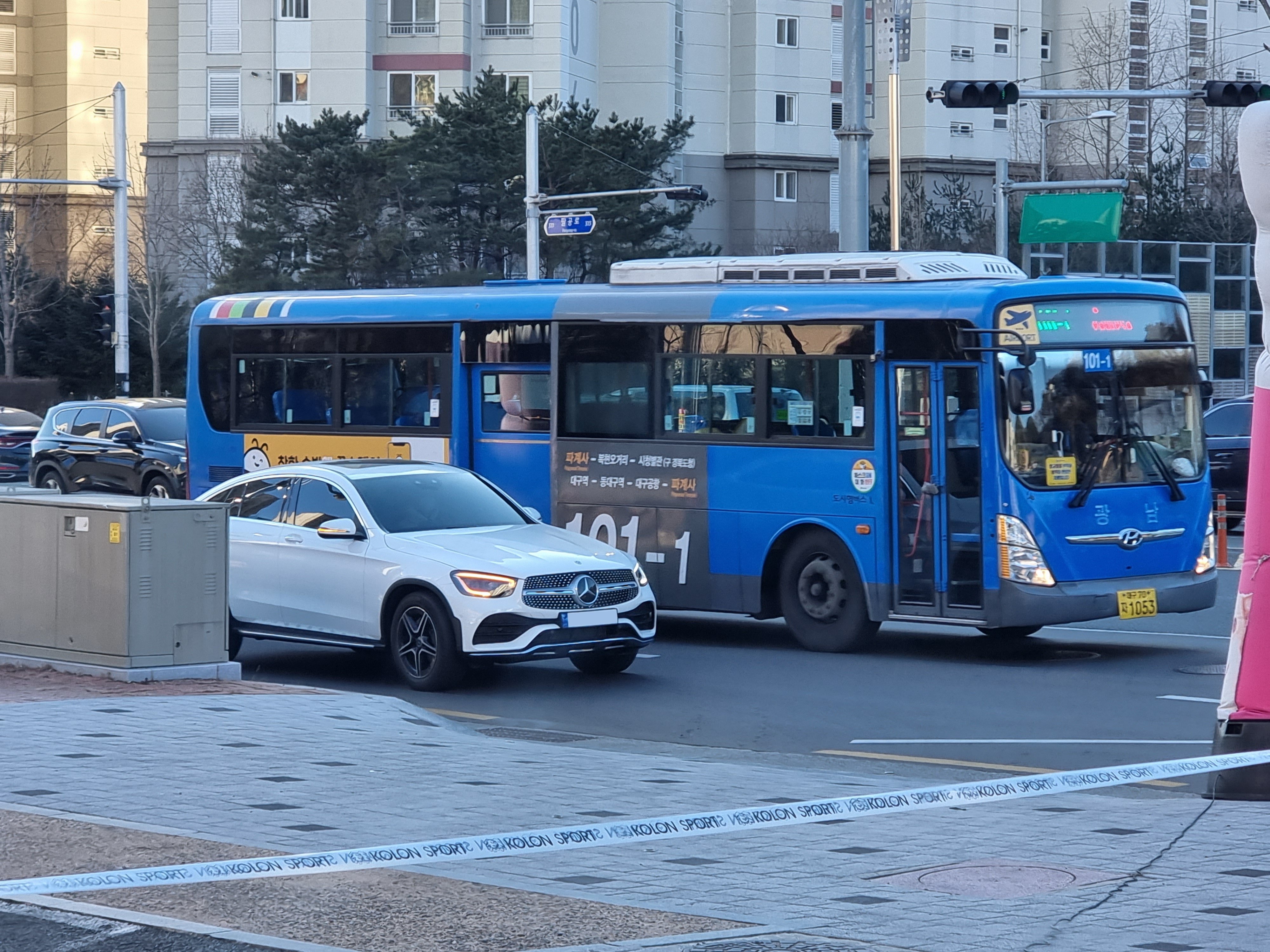
대구시내버스 101-1번
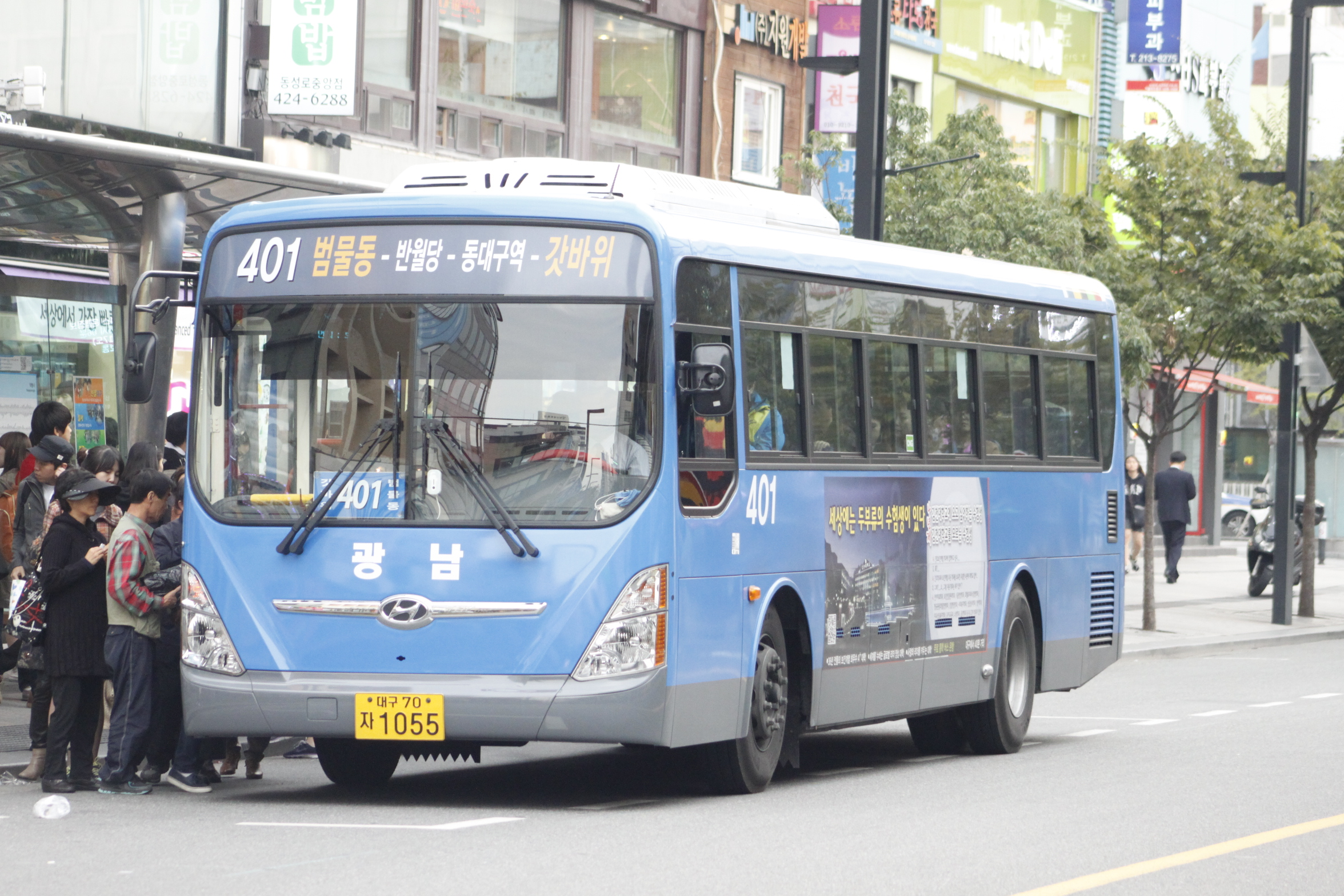
대구시내버스 401번
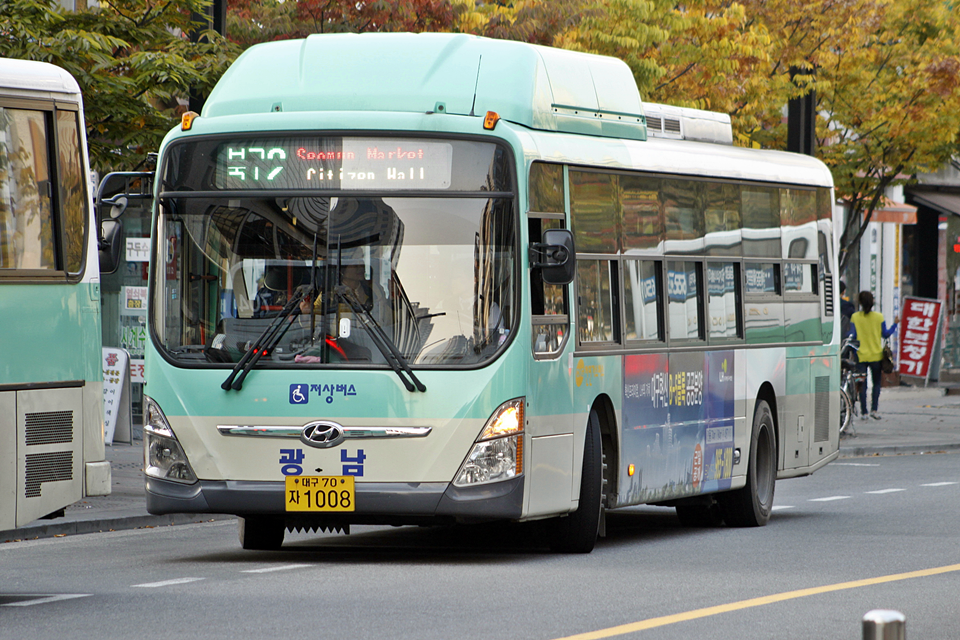
대구시내버스 북구2번 (대차 전)